# Lehlomela Ramabele
Lehlomela Ramabele est un footballeur lésothien né le 14 avril 1992. Il évolue au poste d'attaquant avec le Botswana Defence Force XI.

## Carrière
- 2009-2010 : Mabeoana Matsieng ( Lesotho)
- 2010-201. : Botswana Defence Force XI ( Botswana)[1],[2]